# Stopplaats Liendert
Liendert (geografische afkorting Ldt) is een voormalige stopplaats aan de Centraalspoorweg tussen Utrecht en Zwolle. De stopplaats van Liendert was geopend van 1 mei 1901 tot 3 oktober 1926 en lag tussen de huidige stations Amersfoort en Amersfoort Schothorst.